# Le Fantôme de l'Opéra (film, 1989)
Pour les articles homonymes, voir Le Fantôme de l'Opéra (homonymie).
Pour plus de détails, voir Fiche technique et Distribution.
Le Fantôme de l'Opéra (titre original : The Phantom of the Opera) est un film américano-britannico-hongrois réalisé par Dwight H. Little, sorti en 1989.
Il s'agit d'une nouvelle adaptation du roman éponyme de Gaston Leroux, publié en feuilleton dans Le Gaulois de septembre 1909 à janvier 1910, puis en volume chez Pierre Lafitte en mars 1910, après celles de Rupert Julian (1925), Arthur Lubin (1943), Terence Fisher (1962) et Brian De Palma (1974). Il y aura encore par la suite deux nouvelles adaptations, par Dario Argento (1998) et Joel Schumacher (2004).

## Synopsis
Christine, une jeune soprano, a découvert un manuscrit d'opéra. Alors qu'elle le soumet à une audition, elle est blessée par un morceau de décor qui l'assomme. Projetée à Londres en 1881, Christine se retrouve brusquement incarnée en diva. Elle monte sur scène et séduit un mystérieux homme en noir, ravi par ses prouesses vocales et subjugué par sa beauté. Le talent de la jeune femme est pourtant contesté dans la presse par le critique le plus connu. On retrouve son cadavre au bain turc. Le mystérieux homme en noir a encore frappé. Compositeur dont le visage a été brûlé, il vit sous l'opéra et rêve que Christine chante pour lui la partition qu'il vient de terminer…

## Fiche technique
- Titre original : The Phantom of the Opera
- Réalisation : Dwight H. Little
- Scénario : Gerry O'Hara d'après le roman de Gaston Leroux
- Photographie :  Peter Lyons Collister, Elemér Ragályi (hu)
- Montage :  Charles Bornstein
- Musique :  Misha Segal
- Direction artistique :  Tivadar Bertalan
- Producteur :  Harry Alan Towers
- Producteur associé : Eliezer Ben-Chorin
- Producteurs exécutifs : Menahem Golan, Deborah Del Prete, Gigi Pritzker
- Société de production : 21st Century Film Corporation, Breton Film Productions, Columbia Pictures, Dee Gee Entertainment
- Société de distribution : 21st Century Film Corporation (États-Unis), Premier Releasing (Royaume-Uni), 21st Century Film France (France)
- Budget : 2 050 000 US $ (estimé)
- Pays de production :  États-Unis |  Royaume-Uni |  Hongrie
- Genre : Film dramatique, Film d'horreur
- Durée : 93 minutes
- Date de sortie :
  - États-Unis : 4 novembre 1989
  - France : 7 mars 1990

## Distribution
- Robert Englund (VF : Jean-Pierre Leroux) : Erik Destler / le fantôme
- Jill Schoelen (VF : Caroline Jacquin) : Christine Day
- Alex Hyde-White : Richard Dutton
- Bill Nighy : Martin Barton
- Stephanie Lawrence : La Carlotta
- Terence Harvey : Insp. Hawkins
- Nathan Lewis : Davies
- Peter Clapham : Harrison
- Molly Shannon : Meg (New York)
- Emma Rawson : Meg (Londres)
- Mark Ryan : Mott
- Yehuda Efroni : The Rat Catcher
- Terence Beesley : Joseph Buquet
- Ray Jewers : Elise
- Robin Hunter : Roland